# Solitude Aeturnus
A Solitude Aeturnus (korábbi nevén Solitude) amerikai epikus doom metal zenekar. 1987-ben alakult a texasi Arlingtonban. John Perez gitáros korábban a Rotting Corpse nevű thrash metal zenekarban játszott, de a Witchfinder General, Saint Vitus stb. zenekarok hatására alapította meg a Solitude nevű doom metal együttest. Nevüket később megváltoztatták, mert ezen a néven már létezett egy amerikai thrash metal együttes is. Pályafutása alatt a Solitude Aeturnus hat nagylemezt, két demót, egy válogatáslemezt és két videóalbumot dobott piacra. 2011 óta szünetel az együttes. Robert Lowe énekes 2006 és 2012 között párhuzamosan a svéd Candlemass tagja is volt.

## Tagok
Utolsó felállás
- Robert Lowe – ének (1988–2011)
- John Perez – gitár (1988–2011)
- Steve Moseley – basszusgitár (1998–2004), basszusgitár (2004–2011)
- James Martin – basszusgitár (2005–2011)
- Steve Nichols – dobok, ütős hangszerek (2005–2011)

## Diszkográfia
Stúdióalbumok
- Into the Depths of Sorrow (1991)
- Beyond the Crimson Horizon (1992)
- Through the Darkest Hour (1994)
- Downfall (1996)
- Adagio (1998)
- Alone (2006)